# Madasumma ventralis
Madasumma ventralis är en insektsart som beskrevs av Walker, F. 1869. Madasumma ventralis ingår i släktet Madasumma och familjen syrsor. Inga underarter finns listade i Catalogue of Life.